# Папа Калист III
Калист III (31. децембар 1378 — 6. август 1458) је био папа од 1455. године. 
Исте године (1444) је наименован за епископа Валенсије, где је и рођен, и за кардинала. Главни задатак у току његовог понтификата био је организација крсташког рата против Турака. Упркос победи над Турцима 1456. године у Београду, мало је остварено од његове замисли, најпре због несређене политичке ситуације у Европи. После смрти краља Алонса V, одбио је да на престолу устоличи његовог незаконитог сина, (то је покренуло многе несугласице и расправе). Најзанимљивији детаљ његовог понтификата је ревизија суђења Јованки Орлеанки. На поновном суђењу прва одлука је поништена и она је проглашена невином 1457. године. Папа Калист је канонизовао Осмунда, епископа Солсберија.